# Arc de la Victòria
L'Arc de la Victòria (popularment també conegut com a Porta de Moncloa) és un arc de triomf localitzat a Madrid construït entre el període que va des de l'any 1950 a 1956. Es construeix per indicació inicial de la Comissió Permanent de la Junta de la Ciutat Universitària. Situat sobre terrenys que van ser front de batalla durant la Guerra Civil Espanyola, es tracta de una obra commemorativa de la victòria del bàndol franquista en el conflicte. L'arc està situat en una de les entrades principals de Madrid (de la carretera de La Corunya), al centre de la denominada Avinguda de la Memòria del districte de Moncloa-Aravaca. L'arc posseeix una altura total de 49 metres. És obra dels arquitectes Modest López Otero i Pascual Bravo Sanfeliú, i els ornaments que ho envolten dels escultors Moisés d'Horta (frisos alegóricos), Ramón Arregui (Cuadriga de Minerva) i José Ortells. L'arc posseeix unes inscripcions llatines que recorden la victòria així com la construcció de la nova Ciutat Universitària després del conflicte armat que la va destruir.